# Síndrome antisintetasa
Síndrome antisintesa (SA) es un conjuntos de signos y síntomas relacionados con los anticuerpos antisintetasa Caracterizado por miositis, signo de manos de mecánico, enfermedad pulmonar intersticial, fiebre,fenómeno de Raynaud, artritis, rash parecido al presentado en la dermatomiositis como heliotropo, así como anticuerpos antisintetasa.

## Características
Se asocia la presencia de anticuerpos antisintetasa con las siguientes manifestaciones clínicas: fiebre, enfermedad pulmonar intersticial (~80%), manos de mecánico (~70%), fenómeno de Raynaud (~60%) y poliartritis(~60%).

## Anticuerpos antisintetasa
Los principales anticuerpos encontrados en el síndrome antisintetasa son:
| Anticuerpo | Frecuencia (%) |
| ---------- | -------------- |
| Anti-Jo-1  | 15-30          |
| Anti-PL-7  | 3-4            |
| Anti-PL-12 | 3-4            |
| Anti-EJ    | < 2            |
| Anti-OJ    | < 2            |

Estos no son los únicos anticuerpos descritos en el SA, encontrando también anti-KS, anti-Zo, anti-Ha-YRS o anti-SRP.

## Signos y síntomas
Como síndrome, esta condición está mal definida. Los criterios de diagnóstico requieren uno o más anticuerpos antisintetasa (que se dirigen a las enzimas ARNt sintetasa) y una o más de las tres características clínicas siguientes: enfermedad pulmonar intersticial, miopatía inflamatoria y poliartritis inflamatoria que afecta a las articulaciones pequeñas de forma simétrica. Otras características de apoyo pueden incluir fiebre, fenómeno de Raynaud y "manos de mecánico": piel gruesa y agrietada, generalmente en las palmas de las manos y las superficies radiales de los dedos. [4]
La enfermedad, por rara que sea, es más frecuente en mujeres que en hombres. El diagnóstico temprano es difícil y es posible que no se detecten los casos más leves. Además, la enfermedad pulmonar intersticial puede ser la única manifestación de la enfermedad. La enfermedad grave puede desarrollarse con el tiempo, con recaídas intermitentes. [5]

## Patogenia
Se postula que se forman autoanticuerpos contra aminoacil-tRNA sintetasas. Las sintetasas pueden participar en el reclutamiento de células inflamatorias y presentadoras de antígenos en el sitio de la lesión muscular o pulmonar. La vía molecular específica del proceso está pendiente de elucidación. [5]

## Anticuerpos antisintetasa
El anticuerpo más común es "Anti-Jo-1" llamado así por John P., un paciente con polimiositis y enfermedad pulmonar intersticial detectada en 1980. [6] Este anticuerpo anti - histidil ARNt sintetasa se observa comúnmente en pacientes con manifestaciones pulmonares del síndrome. Los siguientes son otros posibles anticuerpos que pueden verse en asociación con el síndrome antisintetasa: Anti-PL-7, Anti-PL-12, Anti-EJ, Anti-OJ, Anti-KS, Anti-Zo, Anti-Ha-YRS, y Anti-SRP. [7]

## Diagnóstico
En presencia de síntomas sospechosos, una serie de pruebas son útiles en el diagnóstico: [5]
Laboratorios: Las enzimas musculares a menudo están elevadas, es decir, la creatinin fosfoquinasa (CPK)
Prueba de anticuerpos anti-Jo-1
Electromiografía
Biopsia muscular
Pruebas de función pulmonar: espirometría
Biopsia de pulmón
Imagenología como la tomografía computarizada de alta resolución [8]
En ciertas situaciones, es posible que se necesiten pruebas de otros anticuerpos, imágenes específicas (RM, tomografía computarizada torácica de alta resolución) y evaluación de la deglución. [ cita requerida ]

## Tratamiento
Desafortunadamente, el tratamiento para el síndrome de antisintetasa es limitado y por lo general, involucra medicamentos inmunosupresores como los glucocorticoides. Para los pacientes con afectación pulmonar, la complicación más grave de este síndrome es la fibrosis pulmonar y la hipertensión pulmonar posterior. [ cita requerida ]
En casos avanzados puede ser necesario un tratamiento adicional con azatioprina y/o metotrexate. [5]

## Pronóstico
El pronóstico está determinado en gran medida por la extensión del daño pulmonar y la respuesta de cada organismo al tratamiento establecido.